# Opuszczenie
Opuszczenie, pominięcie, paralipsa (gr. παράλειψις paráleipsis), praeteritio – figura retoryczna polegająca na zwróceniu uwagi na obiekt poprzez pozorne pominięcie go.